# ヘプフィンゲン
ヘプフィンゲン (ドイツ語: Höpfingen) はドイツ連邦共和国バーデン＝ヴュルテンベルク州ネッカー＝オーデンヴァルト郡に属す町村（以下、本項では便宜上「町」と記述する）。隣接するヴァルデュルン、ハルトハイムと自治体行政連合を形成する。

## 地理

### 位置
この町は、オーデンヴァルトから下る南東斜面に位置し、バウラントの北部に含まれる。町は一部がネッカータール＝オーデンヴァルト自然公園に含まれる。標高は308mから446mである。

### 自治体の構成
この町は、ヘプフィンゲン地区とヴァルトシュテッテン地区からなる。

## 歴史
ヘプフィンゲンは1803年までヴュルツブルク司教領に属した。帝国代表者会議主要決議に基づく世俗化と陪臣化により、これが廃止された1803年からライニンゲン侯領に編入された。1806年7月12日にライン同盟が成立し、ライニンゲン侯領が廃止されると、バーデン大公領となった。
1950年代まで町で唯一の企業としてレンガ工場があった。鉄道ヴァルデュルン - ハルトハイムが開通し、ヘプフィンゲンにも駅が設けられた。
第二次世界大戦中、ヘプフィンゲンに近いシュレムパーツホーフ地区にドイツ空軍の飛行場があり、この飛行場からヴァルデュルン方面へ通じる支線が通っていた。1938年から、この町はブーヒェン郡に属し、1973年に新たに創設されたネッカー＝オーデンヴァルト郡に移管された。

### 町村合併
- 1971年: ヴァルトシュテッテン

## 行政

### 議会
この町の議会は15議席からなる。

### 紋章
銀（白）地に緑の地面。そこに、銀（白）の祭服、赤い外套、赤い靴、黒い頚垂帯、赤で縁取りした銀（白）のミトラを身につけた聖エギディウスが立っており、右手に黒い本、左手に金（黄色）の司教杖を持っている。背後に、黒い矢を胸に受けた黒い雌鹿。カトリックの教区の守護聖人である聖エギディウスを描いたこの紋章の図柄は、1777年の印章から使われている。

## 経済と社会資本

### 交通
この町は連邦道B27号線のヴァルデュルンとハルトハイムの間に位置する。
ヘプフィンゲンは、以前は、1911年に開通した鉄道ヴァルデュルン - ハルトハイム線沿いに位置していた。ヘプフィンゲンは、全長約10kmのこの鉄道のほぼ中間にあたっていた。この鉄道は1954年に旅客運行を中止し、1999年には全営業を停止した。その後、この路線の主要な利用者であったハルトハイムのドイツ連邦軍が利用を取りやめたことから、2004年ヘプフィンゲン内の鉄道施設が撤廃された。旧路線沿いに残された鉄道用の築堤、橋、旧駅舎（私邸として利用されている）がかつての鉄道を偲ばせる。

### 余暇とスポーツ施設
公立: 体育館 1、陸上競技施設 1、小屋内プール 1
クラブ所有: 運動場 2、テニス場 4（砂地）
企業所有: 屋内テニス場 2

## 文化と見所
この地域には、路傍のキリスト十字架像、野原の十字架や礼拝堂が多く見られ、「聖母の小国」という名を贈られている。

### 博物館
- ケーニヒハイマー・ヘフライン: 村の農家である。

### 年中行事
- ファシュナハト（カーニバルの夕べ）
- 春の花フェスタ
- TSVスポーツフェスタ
- 夏の畜殺祭
- 秋の果実搾り祭
- クリスマスマーケット

## 人物

### 出身者
- トーマス・ネルバー（1846年 - 1920年）フライブルク大司教（1898年 - 1920年）

## 引用
1. ↑  Statistisches Landesamt Baden-Württemberg – Bevölkerung nach Nationalität und Geschlecht am 31. Dezember 2023 (CSV-Datei)